# Elválások
Az Elválások (Could I Leave You?) a Született feleségek (Desperate Housewives) című amerikai filmsorozat negyvenedik epizódja. Az Amerikai Egyesült Államokban először az ABC (American Broadcasting Company) adó sugározta 2006. március 26-án.

## Az epizód cselekménye
Gabrielle-ről köztudott volt, hogy világ életében igényes vásárló volt, és szerette a szépet. Így persze magától értetődik, hogy a leendő gyermeke anyjának kiválasztásánál sem kevésbé finnyás. Választása tehát egy sztriptíztáncosnőre esik. Lynette felvesz a céghez egy fiatal anyát, aki még mindig szoptatja az ötéves fiát. Mivel a kollegák rossz szemmel nézik a dolgot, kis cselhez kell folyamodnia, hogy némileg felgyorsítsa az elszakadást. Susan meghívja Dr. Ron-t egy közös vacsorára Karllal, ezzel bizonyítandó, hogy nincs közöttük semmi, de csak arról sikerül meggyőznie a dokit, hogy még mindig szerelmes Mike-ba. Bree pedig úgy dönt, hogy felveszi a kesztyűt a rossz szokásával, és csatlakozik egy Anonim Alkoholista csoporthoz.

## Mellékszereplők
- Currie Graham - Ed Ferrara
- Jay Harrington - Dr. Ron McCready
- Lee Tergesen - Peter McMillan
- Ryan Carnes - Justin
- Nichole Hiltz - Libby Collins
- Kristin Bauer - Veronica
- Eddie McClintock - Frank Helm
- John Kapelos - Eugene Beale
- Bruce Jarchow - Samuel "Sam" Bormanis
- Jennifer Lyons - Cecile
- Jennie Lee Vaughn Campbell - Deanna
- Reid Collums - Bartender
- William Stanford Davis - William
- Darryl Alan Reed - Biztonsági őr
- Mitch Silpa - Jerry
- Jake Zentner és Ryan Zentner - Donovan

## Mary Alice epizódzáró monológja
- A narrátor, Mary Alice monológja az epizód végén így hangzik (a magyar változat alapján):

„Pontosan abban a másodpercben, amikor dr. Hanson Mills egy újabb köldökzsinórt vágott át, kötelékek szakadtak el mindenfelé a városban. Például a gyermek és az anya között, aki nem akarta, hogy olyan gyorsan felnőjön. Vagy egy rekesz finom bor és a feleség között, aki nem akarta beismerni, hogy nagy gondban van. Vagy a nő és a barátja között, aki nem tudta megbocsátani az árulást. A döntés, hogy elszakadunk attól, amit szeretünk, fájdalmas. Ennél csak egyvalami rosszabb: amikor az, akiben megbíztunk, helyettünk dönt.”

## Epizódcímek szerte a világban
- Angol: Could I Leave You? (El tudnálak hagyni?)
- Francia: Des liens rompus (Törött kapcsolatok)
- Lengyel: Separacje (Elválások)
- Német: Trennungen (Elválások)